# Ајурведа
Ајурведа (санскрит: आयुर्वेद; Āyurveda „наука о дугом животу“) облик је традиционалне медицине пореклом из Индије. Ова традиционална индијска наука о здрављу, своје принципе бриге за здрављe (svasta) заснива на „целокупном опсегу живота“, и светом и природном начину живљења.
Најранија литература о овој древној медицинској пракси појавила се током ведског периода у Индији од 5.000 п. н. е. до 500. године н.е. Током овог периода настала су Сушрута Самхита (Suśruta Saṃhitā) и Ћарака Самхита (Charaka Saṃhitā), Ригведа и Атхарваведа, традиционалне медицинске енциклопедије настале из различитих извора, које чине основу ајурведске медицине. Наредних векова, ајурведски терапеути развили су већи број медицинских и хируршких процедура за третман разних болести. „Велика временска дистанца фрагментисала је ајурведе у функционално одвојене и појединачно различите приступе и поступке, који су се као независни одржали унутар традиционалних ајурведских породица и ајурведа школа.“ Тренутна ајурведска пракса сматра се делом традиционалне (комплементарне и алтернативне) медицине.
Посебна Радна група за традиционалну (комплементарну и алтернативну) медицину при Удружењу за јавно здравље Србије, 2009. године је у коначном предлогу Правилника о ближим условима, начину и поступку обављања метода и поступака традиционалне медицине, стала на становиште да ајурведу у Србији треба легализовати као методу традиционалне медицине и сврстала је у прву групу („Методе дијагностике и лечења“): као једну од петнаест традиционалних метода дијагностике и лечења.
Ајурведа, посматра и анализира људски живот и његово здравље кроз јединство тела, духа и ума и описује корисне, бескорисне, срећне и несрећне аспекте живота. Здравље је дефинисано као; стање еквилибријума dosha (хумоура), agni (дигестивних сокова, ензима и хормона), dhatu (ткива) и нормалног излучивање mala (отпадних материја), заједно са срећним стањем atma (душе), indriya (сензорних и моторних органа) и manas (ума). Ајурведа своје принципе првенствено заснива на равнотежи три елементарне енергије: (ваздушном простору - „ветар“), (ватри и води - „жуч“) и (води и земљи - „слуз“). Према ајурведској медицинској теорији, ако су ове три енергије у једнаким количинама (уравнотежене), тело ће бити здраво. Ајурведа своје методе такође заснива и на телесним вежбама, мануелној масажи, јоги и медитацији. Традиционално, ајурведа се примењује искључиво у Васту објектима.
Најновија истраживања открила су да око 20% ајурведских третмана садржи токсичне нивое штетних метала попут олова, живе и арсеника. Додатну бригу и опрез захтева употреба биљака које у себи садрже отровне супстанце и непостојања контроле хемијске, бактеријолошке исправности и квалитета сировина, у ајурведским постројењима и процесима производње

## Синоними
Ајурведа медицина • Традиционални азијских медицине (ТАМ) • Традиционалне индијске медицина (ТИН)

## Историјат
Реч ајурведа је санскритска кованица, два појма - ајуса, који значи живот и веда, који значи знање. Ајурведа је, дакле, знање о животу настало у старој индијској медицини која у себи обједињује искуства древних филозофа и прастару мудрост религиозних мудраца Ришија. Традиционални записи о ајурведи датирају од пре 5.000 година п. н. е.
Ригведа из (2000. п. н. е.) је најстарија забележени документ о лековитим својствима и употреби биљака у Индији. Ову традицију наставили су други древни текстови, Атарваведа (Atharvaveda, 1500. п. н. е.-1000. п. н. е.), у којима је описан још већи број врста биљака и наведени основни појмове из ове области.
У (1000. п. н. е.), Пунарвасу Атреиа (управник медицине школе) и Диводас Данвантари (управник хируршке школе) преносили су стечена знање и изводили практичну обуку са својим ученицима. Бриљантни научници потекли у овим школама међу којима еминентно место заузима Махариши Сушрута,  верно су документовали учења и правила својих управника у њиховим зборницима, популарно познатим као „Charaka Samhita“ и „Sushruta Samhita“ „Charaka Samhita“ и „Sushruta Samhita“ су основни документи ајурведе, који су допуњени хиљадама нових додатака на основу вишегодишњих посматрања и праксе. Кроз вишемиленијумску историју на ајурведе су утицали Арапи, а на њену фрагментацију у посебне гране и турска и британска колонијали владавина-али се начела ајурведе увек остала једнака, без обзира на школе којих је било много и многих ајурведских лекара који су оформили своје школе, што је ову „науку“ још додатно обогатило.
У земљама Запада ајурведе започео је да ради Махариши Махеш Јоги, оснивач програма Трансценденталне Медитације, 1980. са тројицом врхунских индијских ајурведских специјалиста: др В. М. Двиведијем (у то време највећим светским стручњаком за ајурведску фармакопеју), др Б. Д. Тригуном (највећим светским стручњаком за пулс дијагнозу) и др Баларађај Махаришијем (тада највећим познаваоцем лековитог биља у свету). Они су обновили ово древно знање и назвали га Махариши Ајурведа, и основали медицински савет и осмислили аутентичне биљне формуле у складу са ајурведским текстовима. Убрзо потом они су основали и међународну мрежу лекара, клиника и школа посвећених искорењивању болести, нудећи савршено здравље људима свих нација.
Нови правац ајурведа, који је свој рад ван Индије прво започео у Европи, а потом и у САД, свој начин рада је прилагодио савременом начину живљења („како би га западњаци могли разумети“), уз очување основних начела ајурведе. Зато она и данас налази примену у дијагностици и лечењу разних болести иако њена начела произлазе из основних начина приступања животу који је типичан за индијски начин размишљања.
Ајурведа је као метода традиционалне (алтернативне и комплементарне) медицине призната од стране Светске здравствене организације 1977.

### Гране ајурведе
Ајурведа се дели на:
- Интерну медицину (Каја Ћикитса)
- Психијатрију (Бхут Видја)
- Оториноларингологију и офталмологију (Шалакја Тантра)
- Хирургију (Шаља Тантра)
- Токсикологију (Агада Тантра)
- Геријатрију (Расајана, Тантра)
- Еугенику (Вађекарана Тантра)

## Предности ајурведа
Предности ајурведе, према њеним присталицама, у поређењу са савременом медицином у тренутној фази њеног развоја, управо је у томе што ајурведа много раније препознаје „неравнотежу“ у телу. У ајурведи постоји шест степена развоја болести, односно неравнотеже флуида који чине индивидуалну конституцију. Сваки степен има своје симптоме. Савремена клиничка медицина може дијагностиковати болест, тек на петом степену њеног развоја, па по ајурведи, тада се болест много теже лечи јер се...„неравнотежа толико продуби и флуиди изађу из својих тзв. „домова“ и нађу „слабу тачку“ и у њој се „населе“.
Аспект превентиве је у ајурведи изузетно наглашен. Свакако да у ранијем препознавању симптома постоји предност ајурведе, код човека који има сензибилан однос према свом телу и духовности када га неравнотежа притиска. Здравом човеку је увек био тежак задатак да дефинише свој однос према себи и свету, према животу, према универзуму или Богу, у свим периодима од људског постанка...Ако је тај однос нескладан, ако особа на себе и на своју слободну вољу не гледа као на део целине, онда је реч о тешком недостатку ума, који се пре или после одражава на физиолошко здравље.
Зато је један од основних приступа ајурведе помоћ особи да промени свој унутрашњи доживљај живота. У супротном се може догодити да се у физички излеченом телу болест поново јави, јер матрица ума остаје иста. У одређеном тренутку (на шта га често натера сам живот), човек мора свесно да одлучи да се промени. Али најчешће та одлука мора претходно сазрети и зато није сваки човек спреман на промене у свом животу док за то не настане право време. И то је део ајурведе и животне мудрости уопште, јер често болест је заправо знак доласка тог времена.

## Концепт и фундаментални принципи ајурведа
Ајурведска медицина није „производ“ неке научне мисли, већ филозофија древних мудраца и њихових спознаја о вишим стањима, природним законима и начину на који они функционишу и утичу на организам човека. Зато основне теорије и принципи ајурведа праксе потичу из искуства. То су констатације (закључци) настали након четири спознајна облика испитивања, односно; aptopadesha (ауторитативних изјава), pratyaksha (перцепције), anumanа (закључивање) и yukti (образложење), како је наведено у „Charaka Samhita“.
Ајурведа се заснива на принципу да су целокупни универзум и људско тело једна целина, и да зато исти принципи владају у оба система. Промене које се дешавају у универзуму, кроз време, такође настају и у људском телу. Дакле, супстанце природног порекла су сродне људском телу и помажу му да одржи равнотежу својих система. Како универзум тако и људско тело састоје се од пет елемената. Избалансирано стање ових елемената у телу доноси здравље, а неравнотежа доводи до развоја болести. Елементарни састав тела објашњен је у теоријама dosha, dhatus и mala, које су основни принципи у ајурведи. Из ових принципа произашао је и циљ ајурведе; „постизање равнотежа између doshas-а и dhatus-а, за које се верује да донесе здравље и дуговечност“.
Концепт ајурведске физиологије, патологије, дијагноза, медицине и терапије, заснива се на доктрини tridoshas: vata, pittа и kapha. Они су означени као dosha због своје способности да кваре друге doshе и као dhatus или подршка телу. Dosha је присутна у свакој ћелији и креће се кроз све канале тела. Dosha у свом нормалном стању, је главна подршка тела, а уопштено говорећи активности;
- нервног система регулише vata,
- термогенезу и ендокрину/егзокрину активност жлезда pitta и
- мишићни и метаболички систем kapha.

Седам dhatus-а, су основна ткива тела, која такође делују као подршка организму, када су у нормалном стању. Она су:
- rasа (хранљиви елеменати који чине крајњи производи гастроинтестиналног варење - хиломикрони, лимфа, ткивне течности и сл),
- rakta (крв),
- mamsа (мишићно ткиво),
- medas (масно ткиво),
- asthi (хрскавица и костно ткиво),
- majja (црвена костна срж) и
- shukra (репродуктивни елеменати).

Када се одлаже, dhatus настаје „prasada“ стање, које погодује синтези супстанци у телу, а када је то стање ненормално (нарушено), верује се да оно погодује настанку болести.
Термин mala означава отпадне производе организма, а главни делови тела за излучивање „отпада“ су; mutra (мокраће), purisha (фекалија) и svedа (зноја). Аgni (биосагоревање) одговара на дејство разних сокова за варење, ензима, хормона итд, који су укључени у процес варења хране и метаболизам.
Тако, ајурведа има за циљ да одржи или поново успостави равнотежу dosha, dhatu и mala, проходност srotas-а (канала), и здраво стање agni-а. Ајуверда лечи животном енергијом, која је универзално примењива и својство сваке особе, без обзира на поднебље. Зато је повратак природи, у основи ајурведе правца у традиционалној медицини, која лечи, а сви остали који се баве лечењем само настоје да човека поново хармонизују, враћајући га природи.

### Ајурведска фармакологија
Употреба ајурведа лекова је веома популарно у Индији - а у последње време њихова примена прихваћена је и непрестано расте у другим земљама света. Ово потврђује недавно истраживање која је спровела NCCAM у САД, које је показало да око 751.000 људи у САД повремено користи ајурведу, и да је 154.000 људи ову методу користило у последњих 12 месеци. У складу са повећаним потребама за услугама и лековима ајурведе све више је расла и забринутост за безбедност ајурведских лекова Да су сумње донекле оправдане наводи студија објављена 2008. у „Часопису америчког медицинског удружења“ (енгл. Journal of the American Medical Association), да скоро 21% ајурведских лекова - на бази биља који се у лечењу користе у Индији већ хиљадама година - у свом саставу садрже олово, живу или арсен .
У Ајурведи, се као лекови користе; супстанце природног порекла, укључујући целе биљке или њихове делове, делове животиња и минерала, било самостално или у различитим комбинацијама. Осим тога, ајурведа користи и разне друге мере у покушају да очува здравље у здравој особи и ублажи поремећаје ума и тела. Ове супстанце делују на принципима samanya (хомологих) и visesha (антагонистичких) активности. У случајевима болести, или неравнотеже; dosha, dhatu и mala, рационално коришћење доступних природних супстанци има за циљ да поврати нормалност у организму.
Састав елемената у лековима и исхрани је проучаван у смислу различитих особина, у даљем тексту rasa, guna, virya, vipaka и prabhava. Ефекат и деловања лекова или исхране зависи од ових својстава.
- Rasa (укус): је својство лека које открива језик. Постоји шест различитих rasa- укуса, од којих сваки има „превласт два елемента“ који репрезентују карактеристике ових елемената. Администрација лека садржи одређену етничку (групну) припадност која појачава rasa (укусе) у телу и смањује сопствену супротност. Шест укуса су; слатко (madhura), кисело (amla), слано (lavana), опоро (katu), горко (tikta) и адстригентно (стежуће) (kashaya).
- Guna: је својство лека откривено од стране чулних органа, осим језик. Њих има око 20 и представљају карактеристике елемената. Постоји и 10 пара контрастних карактеристика • мучно (guru)—светло (laghu) • досадно (manda)—оштоумно (tikshna) • хладно (sita)—топло (ushna) • масно (snigdha)—безмасно (ruksha) • глатко (slakshna)—грубо (khara) • непокретно (sthira)—мобилно (sara) • меко (mridu)—тврдо (kathina) • јасно (visada)—љигаво (picchila) • чврсто (sandra)—течно (drava) • гломазно (sthula)—фино (sukshma).
- Virya: је својство лека које означава његову потентност. Постоји осам virya, које представљају активности guna. Она се може разврстати у две широке категорије - sit (хлађење) и ushna (грејање).
- Vipaka: означава стање rasas након варења што показује њихову активност. Постоје три vipakas-а. Слатког укуса постаје madhura vipaka; киселим и сланим укусима постају amla vipaka и опор, горак и опор укус постаје katu vipakа. Исти елементи доминирају као у оригиналну rasas, са одговарајућом активношћу.
- Prabhava: посебна својства неких лекова, која се не могу објаснити саставом њихових елемента.

### Ајурведска патологија
Према ајурведи, постоје три главна узрока болести;
- asatmyendriyartha samyoga (неселективна употреба чула и њихових објеката),
- prajnaparadha (грешка интелекта која је резултовала губитком дискриминације између здравог и нездравог са каснијим препуштању штетним дијетама и понашању) и
- parinama (сезонске варијације, космичких ефеката и ефеката времена).

Pancha lakshana nidana, су пет компоненти патологије болести, које помажу у дијагностици. Оне су nidana (узрочник), purvarupa (продромални симптом), rupa (знаци и симптоми), samprapti (патогенеза) и upashay (елементи непријатељски расположени према болести и узроку).
Концепт shat kriyakala (шест фаза патогенезе) је од виталног значаја у ајурведи за разумевање патолошких стања (samprapti) од dosha који доводе до болести. То су chay (акумулација), prokopа (погоршање), prasara (прелив), sthanasamsraya (локализација), vyakti (манифестација) и bheda (класификација или распад) од dosha.
Болест се у ајурведи третира на један од три главна начина;
- nidana parivarjana (избегавање узрочника и провокативних фактора),
- shodhana и panchakarma (терапија чишћења) и
- shamana (палијативна терапија).

### Ајурведска дијагностика
За дијагнозу болести ајурведа употребљава пулс дијагнозу, у току које искусан ајурведски терапеут, опипавајући са три прста квалитете пулсног таласа изнад радијалне артерије, за неколико минута може да открије неравнотежу у организма и бројне болести не само кардиоваскуларног система, већ и бројна друге поремећаје (дијабетес, тумор, мускулоскелеталне болести и астму), у раним стадијумима, када нема било каквих клиничких симптома и када благи облици интервенције могу бити довољни.
Ајурведска пулс дијагноза, обједињава два енергетска принципа (доше и субдоше) одговорна за пацијентово клиничко стање, који се осећају као облици вибрација на радијалној артерији. Присуство и локација ових вибрационих квалитета у пулсу указују терапеуту на специфичне обрасце баланса и дисбаланса који леже у основи пацијентовог стања и одговорни су за њега.
Вештина читања пулса зависи од обучености, увежбаности и будности дијагностичара. Током обуке консултант прво опипава свој пулс стотинама пута свакога дана и тако постаје блиско упознат са тиме како се пулс мења у различитим околностима. Следећи корак је вршење бројних мерења на пацијентима. Врхунски стручњаци за ајурведску пулс дијагнозу у року од свега неколико минута могу да открију и одреде све прошле, постојеће или могуће неравнотеже у духу и телу пацијента. На основу ових налаза, дају се препоруке за решавање постојећих и спречавање будућих неравнотежа, што води ка остваривању савршено сређеног функционисања духа и тела.

### Ајурведска терапија
Ајурведска терапија у процесу лечења користе: лекове (биљне и минералне препарате), релаксационе поступке (медитацију), одговарајућу дневну рутину, специфичну исхрану, поступке физиолошког чишћења, хромотерапију, ароматерапију, ведску вибрациону технологију, као и прецизна упутства о (Vastu)-у за који се везују поједине болести, мелодије за специфичне болести (Ghandarva Veda) итд. Лечење ајурведа методама код појединих пацијената може успешно отклонити симптоме болести, отклањајући њене узроке и у том циљу ајурведа примењује различите терапеутске методе.
Лекови
Фармаколошки принципи ајурведских лекова заснивају са на активацији природних механизама за исцељење и самообнову организма и у принципу не смеју да имају контраиндикације.
| Лекови према пореклу | Примери |
| -------------------- | --- |
| Биљног порекле       | Лековито биље, уља, воћни и биљни екстракти, уља, зачини). Међу лековитим биљним препаратима су најпознатији: црни и бели лук, аспарагус, ананас, алое вера, зимска трешња, у облику екстраката различитих биљака, чајева, капсула или таблета. |
| Минералног порекла   | Метали, драго камење, |
| Животињског порекла  | Мед, масне материје, бисери, корали. |

Релаксациони поступци
За лечење болести ајурведа примењује и телесне вежбе, јогу и друге технике вежбања, (за које се сматра да су најделотворније вежбе за тело за које се до сада зна). Оне помажу код поремећаја функционисања енергетских центара - „чакри“ које су у одређеним деловима тела уско повезане са стањем кичме. Вежбањем јоге, отвара се главна енергетска осовина уздуж кичме, а потом и етерични канали којима „путује“ животна енергија.
Исхрана и додаци у исхрани
Кључни део ајурведа терапије је и исхрана, јер храна коју конзумирамо трипут на дан током четири годишња доба, целог живота одређује и наше здравље, виталност па и дужину живота на врло значајан начин. Ајурведа лековити додаци у исхрани су најчешће биљне формуле, чији састојци нису у довољној количини заступљени у свакодневној исхрани. Они кроз исхрану имају за циљ јачање појединих телесних или менталних функција организма.
Остали (егзотични) поступци
Постоје још многи други приступи у ајурведи који су егзотичнији па се на нашем подручју ретко и користе. Неке од терапијских мера прописане у ајурведи су следеће;
- brimhana (промоција правилне телесне тежине)
- langhana (производња лакоће у телу)
- svedana (дијафореза)
- stambhana (расхлађивање; држање леђа; провера)
- rukshna (храпављење)
- snehana (uncting/anointing)
- rasayana (промотивна терапија)
- vajikarana (афродизијак)
- samsodhana (правилно пречишћавање отклањањем нечистоћа)
- ahara (храна)
- achara (понашање)

## Научни докази
Ако нас историја медицине може нечему научити онда је то перманентна потреба човека да проучи, схвати, имитира, примени или мења своја сазнања о традиционалним методама лечења.

Потенцијално токсични метали понекад су укључени у састав традиционалних ајурведских лекова као део раша шастра-праксе која комбинује биљке са металима, минералима и драгим камењем. Док раса шастра практичари тврде да су такви лекови безбедни ако се правилно припремају, и дозирају, не можемо се отети утиску и страху од могућег тровања тешким металима корисника ових лекова.
Овоме доприноси и чињеница, да се зато што се ајурера сматра обликом традиционалне медицине, многи ајурведски производи не подвргавају контроли и прописаним методама провере која важи за лекове. Такође због оваквог става ајурведа методе често не подлежу и научним истраживањима и другим медицинским проверама. У Индији, истраживање ефеката ајурведе је у надлежности Централног савета за истраживање ајурведе и сидхе (CCRAS), кроз националну мрежу истраживачких институција.
Систематским истраживањем третмана ајурведом за реуматидни артритис закључено је да нема довољно доказа, да већина експеримената није исправно спроведена и да једно квалитетно истраживање није показало икакве предности.
Истраживање дејства ајурведе на кардиоваскуларне болести показало је да ајурведа није ефикасна, иако неке биљке изгледају обећавајуће
Две врсте жалфије су тестиране на мањим узорцима; Једно истраживање указује да шпанска жалфија може да побољша памћење речи код деце, а друго да обична жалфија може да побољша симптоме Алцхајмерове болести.
Многе биљке које се користе као подмлађујући (rasayana) лекови, су потенцијални антиоксиданси. Ниједан од ових лекова не изгледа да има битне фармацеутске ефекте
За неке од основних принципа на којима се заснива ајурведа попут шест степена развоја болести, јединства универзума и људског тела, пет основних елемената универзума и људског тела не постоје научни докази.